# Lista de membros do elenco de Batman no cinema
A primeira adaptação cinematográfica de Batman, um dos mais notórios personagens da DC Comics, foi protagonizada por Adam West em 1966. Desde então, diversos atores de renome mundial foram cotados para interpretar o personagem. Ao contrário de diversos outros personagens da mesma editora, como Superman, que tiveram franquias cinematográficas anos antes, Batman teve como seu primeiro intérprete em uma franquia sequencial o ator estadunidense Michael Keaton em 1989, num filme dirigido por Tim Burton. No aclamado filme, Keaton dividiu as telas com Jack Nicholson no papel do antagonista Coringa e Kim Basinger (como a jornalista Vicki Vale,  interesse romântico de Bruce Wayne). Na sequência Batman Returns, que ganhou um enrendo mais profundo e obscuro e uma temática mais amadurecida do que o anterior, Keaton reprisou seu papel passando a dividir as telas com Michelle Pfeiffer e Danny DeVito como Mulher Gato e Pinguim, respectivamente. Nestes dois filmes dirigidos por Burton, o roteiro intenso e dramático e as atuações de Nicholson e DeVito foram as principais contribuições à franquia como um todo.
A terceira adaptação cinematográfica de Batman, Batman Forever, foi lançada em 1995 e contou com Val Kilmer no papel principal acompanhado de Jim Carrey e Tommy Lee Jones como os antagonistas Charada e Duas-Caras respectivamente, sendo esta a primeira aparição dos dois vilões em telas de cinema. Na sequência de 1997, Batman & Robin, o diretor Joel Schumacher manteve Chris O'Donnell como Dick Grayson e buscou uma renovação do enredo ao trazer os grandes astros Arnold Schwarzenegger e Uma Thurman como principais antagonistas. Ambos os filmes, no entanto, receberam críticas mistas da imprensa e foram considerados menos bem-sucedidos do que os filmes da "era Burton". O inglês Michael Gough (como o icônico mordomo Alfred Pennyworth) e o estadunidense Pat Hingle (como James Gordon) foram os atores que mais tempo permaneceram na franquia, figurando em todos os quatro primeiros filmes.
Após quase uma década de hiato, a versão de Batman nos cinemas foi retomada em uma nova trilogia dirigida por Christopher Nolan. Nolan foi aclamado por revitalizar e atualizar a franquia Batman com temáticas contemporâneas e releituras de antigos personagens da série em quadrinhos. A trilogia composta por Batman Begins (2005), The Dark Knight (2008) e The Dark Knight Rises (2012) foi protagonizada por Christian Bale (como Batman), Michael Caine (que assumiu o papel de Alfred Pennyworth) e Gary Oldman (numa aclamada interpretação de James Gordon). O ator estadunidense Heath Ledger interpretou Coringa no segundo filme da franquia, sendo esta a sua última atuação e que rendeu-lhe o Oscar de Melhor Ator Coadjuvante e o Globo de Ouro de Melhor Ator Secundário em Cinema, entre diversos outros prêmios pelo papel.

## Elenco e personagens

### Filmes emlive action
- A lista abaixo é ordenada pelos nomes das personagens em ordem alfabética a contar pelo sobrenome independentemente da relevância desta no universo fictício. O eventual título ou cargo da personagem aparece em menor tamanho acima do nome. O alter ego da personagem aparece em menor tamanho abaixo do nome.

| Personagem                 | Filme             | Filme                        | Filme                        | Filme                        | Filme                        | Filme                                     | Filme                                     | Filme                                     | Filme               | Filme            |  |
| Personagem                 | Batman: The Movie | Antologia Batman (1989–1997) | Antologia Batman (1989–1997) | Antologia Batman (1989–1997) | Antologia Batman (1989–1997) | Trilogia Cavaleiro das Trevas (2005–2012) | Trilogia Cavaleiro das Trevas (2005–2012) | Trilogia Cavaleiro das Trevas (2005–2012) | Joker               | The Batman       |  |
| Personagem                 | Batman: The Movie | Batman                       | Batman Returns               | Batman Forever               | Batman & Robin               | Batman Begins                             | The Dark Knight                           | The Dark Knight Rises                     | Joker               | The Batman       |  |
| -------------------------- | ----------------- | ---------------------------- | ---------------------------- | ---------------------------- | ---------------------------- | ----------------------------------------- | ----------------------------------------- | ----------------------------------------- | ------------------- | ---------------- |  |
| Bane                       |                   |                              |                              |                              | Robert Swenson               |                                           |                                           | Tom Hardy                                 |                     |                  |  |
| John Blake                 |                   |                              |                              |                              |                              |                                           |                                           | Joseph Gordon-Levitt                      |                     |                  |  |
| Bob                        | Tracey Walter     |                              |                              |                              |                              |                                           |                                           |                                           |                     |                  |  |
| Dr. Burton                 |                   |                              |                              | René Auberjonois             |                              |                                           |                                           |                                           |                     |                  |  |
| Joe Chill                  |                   | Clyde Gatell                 |                              |                              |                              | Richard Brake                             |                                           |                                           |                     |                  |  |
| Esther Cobblepot           |                   |                              | Diane Salinger               |                              |                              |                                           |                                           |                                           |                     |                  |  |
| Oswald Cobblepot Pinguim   | Burgess Meredith  |                              | Danny DeVito                 |                              |                              |                                           |                                           |                                           |                     | Colin Farrell    |  |
| Tucker Cobblepot           |                   |                              | Paul Reubens                 |                              |                              |                                           |                                           |                                           |                     |                  |  |
| Coringa                    | Cesar Romero      | Jack Nicholson               |                              | David U. Hodges              |                              |                                           | Heath Ledger                              |                                           | Joaquin Phoenix     |                  |  |
| Jonathan Crane Espantalho  |                   |                              |                              |                              | Coolio                       | Cillian Murphy                            | Cillian Murphy                            | Cillian Murphy                            |                     |                  |  |
| Rachel Dawes               |                   |                              |                              |                              |                              | Katie Holmes                              | Maggie Gyllenhaal                         | Maggie Gyllenhaal                         |                     |                  |  |
| Harvey Dent Duas-Caras     |                   | Billy Dee Williams           |                              | Tommy Lee Jones              |                              |                                           | Aaron Eckhart                             | Aaron Eckhart                             |                     |                  |  |
| William Earle              |                   |                              |                              |                              |                              | Rutger Hauer                              |                                           |                                           |                     |                  |  |
| Max Eckhardt               |                   | William Hootkins             |                              |                              |                              |                                           |                                           |                                           |                     |                  |  |
| Juiz Faden                 |                   |                              |                              |                              |                              | Gerard Murphy                             |                                           |                                           |                     |                  |  |
| Carmine Falcone            |                   |                              |                              |                              |                              | Tom Wilkinson                             |                                           |                                           |                     | John Turturro    |  |
| Carl Finch                 |                   |                              |                              |                              |                              | Larry Holden                              |                                           |                                           |                     |                  |  |
| Arnold Flass               |                   |                              |                              |                              |                              | Mark Boone Junior                         |                                           |                                           |                     |                  |  |
| Lucius Fox                 |                   |                              |                              |                              |                              | Morgan Freeman                            | Morgan Freeman                            | Morgan Freeman                            |                     |                  |  |
| Murray Franklin            |                   |                              |                              |                              |                              |                                           |                                           |                                           | Robert De Niro      |                  |  |
| Nora Fries                 |                   |                              |                              |                              | Vendela Kirsebom             |                                           |                                           |                                           |                     |                  |  |
| Victor Fries Senhor Frio   |                   |                              |                              |                              | Arnold Schwarzenegger        |                                           |                                           |                                           |                     |                  |  |
| Barbara Gordon             |                   |                              |                              |                              | Alicia Silverstone           |                                           |                                           |                                           |                     |                  |  |
| James Gordon               | Neil Hamilton     | Pat Hingle                   | Pat Hingle                   | Pat Hingle                   | Pat Hingle                   | Gary Oldman                               | Gary Oldman                               | Gary Oldman                               |                     | Jeffrey Wright   |  |
| Dick Grayson Robin         | Burt Ward         |                              |                              | Chris O'Donnell              | Chris O'Donnell              |                                           |                                           |                                           |                     |                  |  |
| John Grayson               |                   |                              |                              | Larry A. Lee                 |                              |                                           |                                           |                                           |                     |                  |  |
| Mary Grayson               |                   |                              |                              | Glory Fioramonti             |                              |                                           |                                           |                                           |                     |                  |  |
| Carl Grissom               | Jack Palance      |                              |                              |                              |                              |                                           |                                           |                                           |                     |                  |  |
| Ra's al Ghul               |                   |                              |                              |                              |                              | Liam Neeson Ken Watanabe                  |                                           | Liam Neeson                               |                     |                  |  |
| Talia al Ghul              |                   |                              |                              |                              |                              |                                           |                                           | Marion Cotillard                          |                     |                  |  |
| B. Haven                   |                   |                              |                              |                              | Vivica A. Fox                |                                           |                                           |                                           |                     |                  |  |
| Alicia Hunt                | Jerry Hall        |                              |                              |                              |                              |                                           |                                           |                                           |                     |                  |  |
| Pamela Isley Hera Venenosa |                   |                              |                              |                              | Uma Thurman                  |                                           |                                           |                                           |                     |                  |  |
| Jessica                    |                   |                              |                              |                              |                              | Christine Adams                           |                                           |                                           |                     |                  |  |
| Alexander Knox             |                   | Robert Wuhl                  |                              |                              |                              |                                           |                                           |                                           |                     |                  |  |
| Selina Kyle Mulher-Gato    | Lee Meriwether    |                              | Michelle Pfeiffer            |                              |                              |                                           |                                           | Anne Hathaway                             |                     | Zoë Kravitz      |  |
| Gillian B. Loeb            |                   |                              |                              |                              |                              | Colin McFarlane                           | Colin McFarlane                           |                                           |                     |                  |  |
| Julie Madison              |                   |                              |                              |                              | Elle Macpherson              |                                           |                                           |                                           |                     |                  |  |
| Sal Maroni                 |                   |                              |                              | Dennis Paladino              |                              |                                           | Eric Roberts                              |                                           |                     |                  |  |
| Chase Meridian             |                   |                              |                              | Nicole Kidman                |                              |                                           |                                           |                                           |                     |                  |  |
| "Moedor de Órgãos"         |                   | Vincent Schiavelli           |                              |                              |                              |                                           |                                           |                                           |                     |                  |  |
| Edward Nigma Charada       | Frank Gorshin     |                              |                              | Jim Carrey                   |                              |                                           |                                           |                                           |                     | Paul Dano        |  |
| Chefe O'Hara               | Stafford Repp     |                              |                              |                              |                              |                                           |                                           |                                           |                     |                  |  |
| Alfred Pennyworth          | Alan Napier       | Michael Gough                | Michael Gough                | Michael Gough                | Michael Gough                | Michael Caine                             | Michael Caine                             | Michael Caine                             | Douglas Hodge       | Andy Serkis      |  |
| Prefeito                   |                   |                              | Lee Wallace                  | Michael Murphy               | George Wallace               |                                           |                                           | Néstor Carbonell                          | Néstor Carbonell    |                  |  |
| Princesa do Gelo           |                   |                              | Cristi Conaway               |                              |                              |                                           |                                           |                                           |                     |                  |  |
| Prisioneiro                |                   |                              |                              |                              |                              | Vincent Wong                              |                                           |                                           |                     |                  |  |
| Charles Shreck             |                   |                              | Andrew Bryniarski            |                              |                              |                                           |                                           |                                           |                     |                  |  |
| Max Shreck                 |                   | Christopher Walken           |                              |                              |                              |                                           |                                           | Ben Mendelsohn                            |                     |                  |  |
| Spice                      |                   |                              |                              | Debi Mazar                   |                              |                                           |                                           |                                           |                     |                  |  |
| Fred Stickley              |                   |                              |                              | Ed Begley Jr.                |                              |                                           |                                           |                                           |                     |                  |  |
| Sugar                      |                   |                              |                              | Drew Barrymore               |                              |                                           |                                           |                                           |                     |                  |  |
| Bruce Wayne Batman         | Adam West         | Michael Keaton               | Michael Keaton               | Val Kilmer                   | George Clooney               | Christian Bale                            | Christian Bale                            | Christian Bale                            | Dante Pereira-Olson | Robert Pattinson |  |
| Martha Wayne               | Sharon Holm       |                              | Eileen Seeley                |                              |                              | Sara Stewart                              |                                           |                                           |                     |                  |  |
| Thomas Wayne               | David Baxt        |                              | Michael Scranton             |                              |                              | Linus Roache                              |                                           |                                           |                     |                  |  |
| Jason Woodrue              |                   |                              |                              |                              | John Glover                  |                                           |                                           |                                           |                     |                  |  |
| Vicki Vale                 |                   | Kim Bassinger                |                              |                              |                              |                                           |                                           |                                           |                     |                  |  |
| Victor Zsasz               |                   |                              |                              |                              |                              | Tim Booth                                 |                                           |                                           |                     |                  |  |

### Filmes animados
- A lista abaixo é ordenada pelos nomes das personagens em ordem alfabética a contar pelo sobrenome independentemente da relevância desta no universo fictício. O eventual título ou cargo da personagem aparece em menor tamanho acima do nome. O alter ego da personagem aparece em menor tamanho abaixo do nome.

| Personagem         | Filme                        | Filme                        | Filme                               | Filme                           | Filme                   | Filme                             |
| Personagem         | Batman: Mask of the Phantasm | Batman & Mr. Freeze: SubZero | Batman Beyonde: Return of the Joker | Batman: Mystery of the Batwoman | Batman and Harley Quinn | Justice League vs. the Fatal Five |
| ------------------ | ---------------------------- | ---------------------------- | ----------------------------------- | ------------------------------- | ----------------------- | --------------------------------- |
| Bruce Wayne Batman | Kevin Conroy                 | Kevin Conroy                 | Kevin Conroy                        | Kevin Conroy                    | Kevin Conroy            | Kevin Conroy                      |
| Alfred Pennyworth  | Efrem Zimbalist Jr.          | Efrem Zimbalist Jr.          |                                     | Efrem Zimbalist Jr.             |                         |                                   |
| James Gordon       | Bob Hastings                 | Bob Hastings                 |                                     | Bob Hastings                    |                         |                                   |
| Dick Grayson Robin |                              | Loren Lester                 |                                     |                                 | Loren Lester            |                                   |
| Barbara Gordon     |                              | Mary Kay Bergman             | Angie Harmon                        | Tara Strong                     |                         |                                   |
| Coringa            | Mark Hamill                  |                              | Mark Hamill                         |                                 |                         |                                   |